# Merzen
Merzen è un comune di 4.060 abitanti della Bassa Sassonia, in Germania.
Appartiene al circondario (Landkreis) di Osnabrück (targa OS) ed è parte della comunità amministrativa (Samtgemeinde) di Neuenkirchen.

## Storia
Abitata fin dall'età del bronzo e del ferro, Merzen fu menzionata per la prima volta in un documento ottoniano del 977 con il nome di Marsunnon (zona umida e paludosa). La chiesa originaria di San Lamberto era inizialmente in legno e, a partire dal XII secolo, fu costruita in pietra, con la torre occidentale risalente intorno al 1200. La chiesa neogotica a tre navate fu edificata tra il 1874 e il 1876 su progetto dell'architetto storicista Lütz. La torre romanica occidentale fu parzialmente conservata, sopraelevata nel 1894 e dotata di una guglia slanciata. Un restauro ebbe luogo nel 1986, mentre la torre fu ristrutturata nel 2008. A partire dagli anni '60, con la rettifica del tracciato della Bundesstraße 218, Merzen ha perso gran parte delle sue costruzioni storiche, ad eccezione di un importante campo di tumuli situato in un boschetto di ginepri.
Il territorio di Merzen fece parte del Principato vescovile di Osnabrück fino al 1802. Dopo l'occupazione francese sotto Napoleone Bonaparte fino al 1814, Merzen passò al Regno di Hannover in seguito al Congresso di Vienna. Con la sconfitta del Regno di Hannover nel 1866, il territorio divenne parte della Prussia.
L'attuale comune di Merzen fu costituito il 1º luglio 1972 nell'ambito della riforma amministrativa, unendo i territori dei comuni di Döllinghausen, Engelern, Lechtrup-Merzen, Ost- e Westeroden, Plaggenschale e Südmerzen. Fino al 30 giugno 1972, tutte queste località appartenevano al Circondario di Bersenbrück.